# Zweiter Markgrafenkrieg
Der Zweite Markgrafenkrieg, auch Markgräflerkrieg oder Bundesständischer Krieg genannt, war ein Krieg im Heiligen Römischen Reich von 1552 bis 1554. Markgraf Albrecht Alcibiades von Brandenburg-Kulmbach bekämpfte vor allem die (katholischen) Hochstifte und bemühte sich um eine Vormachtstellung in Franken. Schließlich wurde er von einem Bündnis zahlreicher Fürsten geschlagen.

## Vorgeschichte
Der Erste Markgrafenkrieg (1449–1450), den Albrecht Achilles vor allem gegen seine Nachbarn, darunter die Reichsstadt Nürnberg, geführt hatte, stand nicht im unmittelbaren Zusammenhang mit dem Zweiten Markgrafenkrieg. Gemeinsam war ihnen der Versuch der Markgrafen, ihren Einfluss in Franken auszuweiten und Ansprüche gegenüber dem regionalen  Konkurrenten Nürnberg geltend zu machen.
Der Zweite Markgrafenkrieg entwickelte sich unmittelbar aus dem Fürstenaufstand heraus. Markgraf Albrecht Alcibiades von Brandenburg-Kulmbach Absichten waren neben der Bekämpfung des Katholizismus, die durch Plünderung und Brandschatzung der Hochstifte auch lukrativ war, die Vergrößerung seines Einflussbereiches in Franken. Er hegte die Vorstellung eines Herzogtums Franken unter der Herrschaft der Hohenzollern.

## Kriegsverlauf

### Krieg gegen die fränkischen Nachbarn
Die Kampfhandlungen richteten sich zunächst gegen seine unmittelbaren Nachbarn. Er belagerte erfolglos die Reichsstadt Nürnberg, die sich durch entsprechende Befestigungsmaßnahmen gerüstet hatte.  Er verwüstete daher die Landgebiete der Reichsstadt Nürnberg erheblich. Zahlreiche Ortschaften und Herrensitze wurden geplündert, gebrandschatzt oder zerstört. Die Städte mit ihren Pflegeämtern Lauf und Altdorf waren besonders betroffen. Die Orte Feucht, Ochenbruck und der Wallfahrtsort Affalterbach wurden zerstört. Auch die Burgen Stierberg, Betzenstein und die Festung Lichtenau mit dem Pflegamt Lichtenau fielen der Zerstörung anheim.
Albrecht blieb auch gegenüber politischen Interventionen, z. B. aus Sachsen und Hessen, von Nürnberg abzulassen, unbeugsam. Nürnberg verpflichtete er zu hohen Zahlungen. Er nahm die bischöfliche Festung Forchheim ein, besetzte Forchheim und bedrohte die Bischofsstadt Bamberg. Der Bischof musste sich am 19. Mai 1552 dem Angreifer geschlagen geben. Schließlich gelang es ihm, die Reichsstadt Schweinfurt zu besetzen, sie blieb bis zum Ende des Krieges ein wichtiger Stützpunkt für ihn. Die Hochstifte Würzburg unter Melchior Zobel von Giebelstadt und Bamberg unter Weigand von Redwitz zwang er zu hohen Zahlungen und nötigte sie, erheblichen Landbesitz an ihn abzutreten. Kaiser Karl V. erkannte aber diese Verträge nicht an und setzte Albrecht in die Acht. Als er aber bei der Belagerung der Festung Metz auf den Beistand der Truppen von Albrecht Alcibiades angewiesen war, bestätigte er dessen Ansprüche. Die Zusagen des bedrängten Kaisers blieben jedoch nicht von Dauer.

### Züge gegen die Fürstbistümer
Beim Fürstenaufstand von 1552 machte sich der Markgraf daran, dem französischen Heer entgegenzuziehen, um sich diesem gegen den Kaiser anzuschließen. Auf dem Wege befehdete er im Sommer 1552 die rheinischen Bischöfe Sebastian von Heusenstamm von Mainz und Johann V. von Isenburg von Trier. Betroffen waren unter anderem Speyer (siehe auch Geschichte der Stadt Speyer), Worms, Mainz, Oppenheim, Metz, Verdun und Frankfurt. Vom Speyerer Bischof Philipp von Flersheim verlangte er eine Brandschatzung von 150.000 Gulden und zerstörte, als ihm diese verweigert wurde, die Madenburg und das Hambacher Schloss, dessen Ruine 1832 zum deutschen Freiheitssymbol werden sollte. Der Passauer Vertrag, der das Ziel des Fürstenaufstandes war, entzog Albrecht seine protestantischen Mitstreiter und brachte seine errungene Position gegenüber seinen fränkischen Nachbarn ins Wanken, er setzte daher seinen Kriegszug fort.

### Niederlage

Zeitgenössischer Plan der Schlachtaufstellung bei Sievershausen, markgräfliche Truppen in Blau

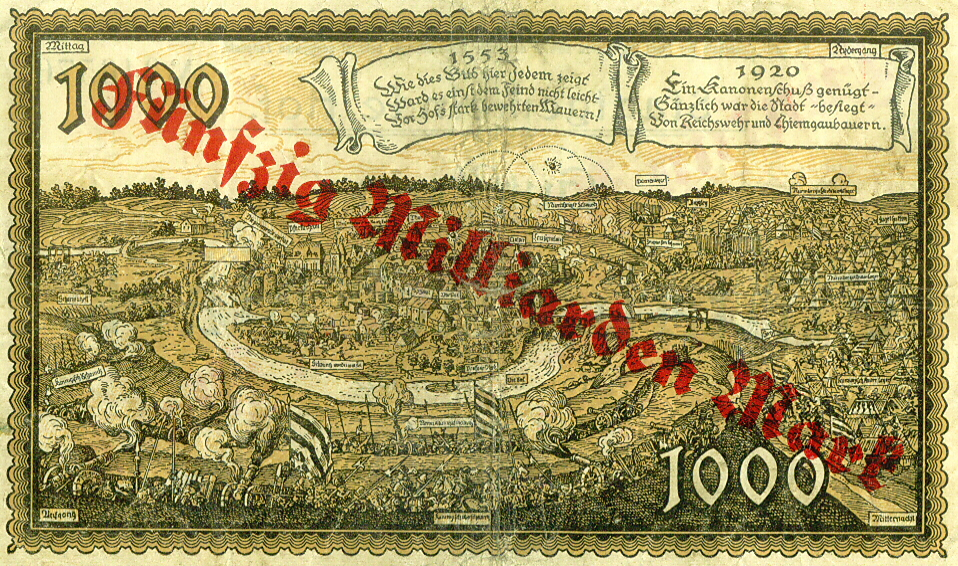
Holzschnitt von Hans Glaser zur Belagerung Hofs auf der Rückseite eines Notgeld-Scheines von 1920

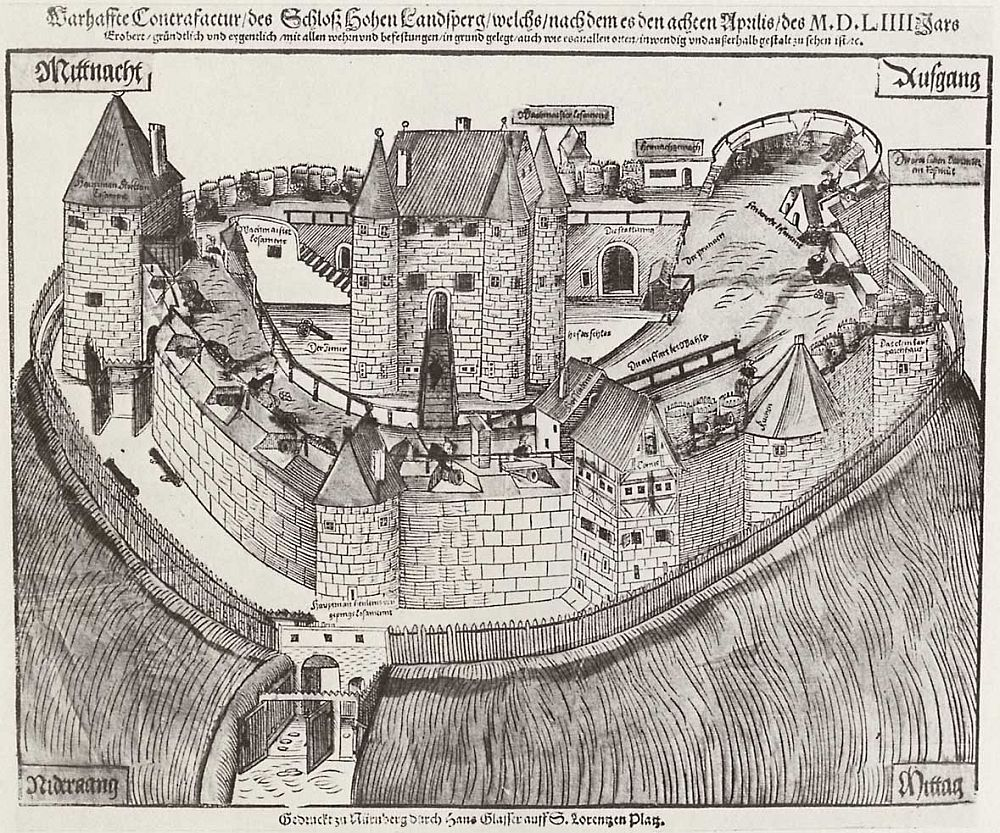
Hohenlandsberg vor der Zerstörung

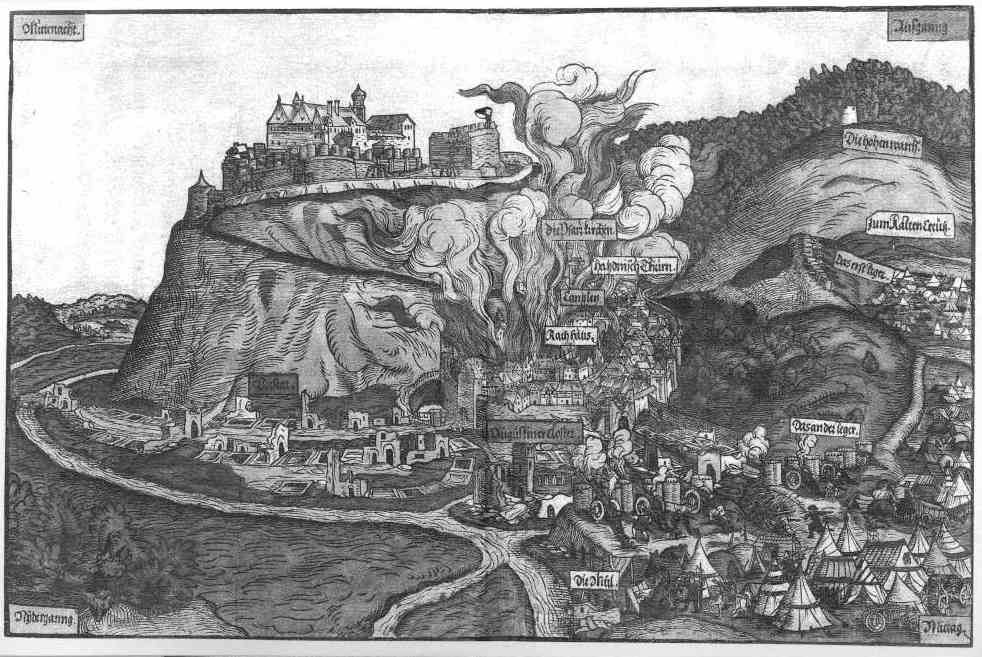
Belagerung der Plassenburg, zeitgenössischer Holzschnitt von Hans Glaser

Albrecht Alcibiades, der sich mehr in kriegerischen Auseinandersetzungen zu messen verstand als in diplomatischen Verhandlungen, hatte inzwischen viele Fürsten gegen sich aufgebracht. Seine Nachbarn hatten sich zum Fränkischen Bund zusammengeschlossen und ein zunächst vermittelnder Kreis von Fürsten, der Heidelberger Bund, schloss sich schließlich mit den fränkischen Gegnern Albrechts zusammen.
Längst hatte der Krieg sein Stammland erreicht. Truppen aus Nürnberg, Würzburg und Bamberg hatten Teile ihres Besitzes zurückerobert. Dem Anführer der Nürnberger Truppen Haug von Parsberg gelang die Eroberung gegnerischer Burgen, bevor er sich an der Belagerung Kulmbachs beteiligte. Truppen aus Braunschweig und Sachsen trafen vor Schweinfurt ein. Albrecht war dagegen ins Braunschweigische aufgebrochen und hatte in Niedersachsen neue Truppen ausgehoben. Am 9. Juli 1553 besiegte ihn das bundesständische Heer in der für beide Seiten verlustreichen Schlacht bei Sievershausen. Es wurde angeführt von Moritz von Sachsen, der in der Schlacht tödlich verwundet wurde, und Herzog Heinrich von Braunschweig-Wolfenbüttel, der zwei seiner Söhne verlor.
Der Weg in Albrechts Stammland stand damit offen. Truppen aus Braunschweig, Böhmen unter König Ferdinand, Bamberg, Nürnberg, Würzburg und anderen Teilen des Reiches verheerten die Region. Bayreuth und Hof gingen in Flammen auf. Auch die Burgen des markgräflichen Stammlandes waren umkämpft: Kulm, Berneck, Stein, Creußen, Böheimstein, Zwernitz, Streitberg und Hohenlandsberg wurden teils erheblich zerstört, auch Böheimstein ist seitdem Ruine. Albrechts Residenzstadt  Kulmbach wurde am 26. November 1553, dem Konraditag, völlig zerstört. Die Plassenburg unter Joachim von Zedtwitz, Residenz und Landesfestung der fränkischen Hohenzollern, wurde bis Juni 1554 belagert (siehe Belagerung von Kulmbach und der Plassenburg). Heinrich IV. von Plauen zählte zu den Anführern der Belagerer von Hof und Kulmbach. Über Albrecht, der sich in Schweinfurt aufhielt, wurde die Reichsacht verhängt. In der Schlacht von Schwarzach im Juni 1554 erlitt Albrecht eine Niederlage und musste im Juli 1554 die Festung Plassenburg den bundesständischen Truppen übergeben, die sie zerstörten. Er floh zu seiner Schwester an den Hof des badischen Markgrafen Karl II., wo er nach wenigen Jahren in noch jungem Alter starb. Nachdem das Markgraftum in einer Übergangsphase von kaiserlichen Sequestern, darunter der böhmische Lehenskanzler Graf von Schlick, verwaltet worden war, kam es 1557 an Georg Friedrich, den Markgrafen von Brandenburg-Ansbach.

## Rezeption
Im Deutschen Zinnfigurenmuseum auf der Plassenburg befindet sich das größte Diorama der Welt. Es stellt mit 19.500 Figuren die Schlacht und Zerstörung Kulmbachs von 1553 dar.